# Violent Pop
Violent Pop — третий альбом финской рок-группы Blind Channel, который был выпущен 6 марта 2020 года. Первая песня для этого альбома была записана летом 2018 года и получила название Over My Dead Body. Начиная с этого момента Blind Channel приступили к написанию нового материала. В декабре 2019 года группа сообщила, что запись третьего студийного альбома завершена, таким образом на создание Violent Pop ушло чуть меньше полутора лет. Продюсером вновь выступил Йонас Олссон (Amorphis, Poisonblack, Robin), который работал и над двумя предыдущими альбомами Revolutions и Blood Brothers. Кроме того, участие в записи альбома также принял Якоб Хансен, известный датский музыкант, стоящий за хитами группы Volbeat. Всего для Violent Pop было выбрано примерно двадцать демо-записей, но только одиннадцать из них были доработаны и попали в сам альбом.
15 января 2020 года Blind Channel представили название альбома, его обложку и треклист. Стало известно, что альбом выйдет под поддержкой лейблов Out Of Line Music в Германии и Ranka Kustannus по всему миру 6 марта 2020 года. Название альбома созвучно с самоназванным стилем Blind Channel.

## Синглы
Первым синглом стала песня Over My Dead Body, официально выпущенная 15 ноября 2018 года, спустя несколько дней также был опубликован видеоклип, режиссёром которого выступил Алексей Куликов из эстонской медиа-компании Vita Pictura.
15 марта 2019 года вышел второй сингл Timebomb, в записи которого принял участие диджей и продюсер Алекс Маттсон.
7 июня Blind Channel представили третий сингл, получивший название Snake. В записи песни принял участие Хенрик Энглунд, наиболее известный, как GG6, из шведско-датской мелодик-метал группы Amaranthe. Музыканты также представили видеоклип, режиссёром которого снова выступил Алексей Куликов и команда Vita Pictura.
После продолжительного перерыва, связанного с большим числом выступлений, 13 ноября Blind Channel сообщили о выходе четвёртого сингла Died Enough For You, релиз которого был намечен на 22 ноября 2019. Кроме того, Blind Channel представили новый стиль группы — на смену белому цвету в их аутфитах пришло сочетание серебряного и чёрного. Таким образом группа определила новую веху в своём творчестве. Видеоклип на песню Died Enough For You был опубликован 3 апреля 2020 года.
3 января 2020 года вышел пятый и сингл с альбома Violent Pop, получивший название Fever. Blind Channel сообщили, что это последний сингл, который они выпускают до выхода самого альбома.
После релиза альбома Violent Pop группа выпустила свой последний сингл с данной записи, который получил название Gun. В треклист этого сингла вошла одноимённая песня и официальная акустическая версия Died Enough For You.

## Список композиций
Слова и музыка всех песен — участниками Blind Channel..
| №   | Название                        | Длительность |
| --- | ------------------------------- | ------------ |
| 1.  | «Gun»                           | 2:41         |
| 2.  | «Fever»                         | 3:00         |
| 3.  | «Timebomb (Feat. Alex Mattson)» | 3:14         |
| 4.  | «Snake (Feat. GG6)»             | 3:05         |
| 5.  | «One Of Us»                     | 3:06         |
| 6.  | «Enemies with Benefits»         | 3:35         |
| 7.  | «Love Of Mine»                  | 3:40         |
| 8.  | «Feel Nothing»                  | 3:42         |
| 9.  | «Lanterns»                      | 3:35         |
| 10. | «Over My Dead Body»             | 3:43         |
| 11. | «Died Enough For You»           | 3:16         |

## Участники записи
- Йоэль Хокка — вокал, гитара
- Нико Моиланен — вокал
- Йоонас Порко — гитара, бэк-вокал
- Олли Матела — бас-гитара
- Томми Лалли — ударные